# Maria Mandl
Maria Mandel (también escrito Mandel; Münzkirchen, 10 de enero de 1912 – Prisión de Montelupich, 24 de enero de 1948) fue una Helferin austriaca y criminal de guerra conocida por su papel en el Holocausto como oficial de alto rango en los campos de concentración de Auschwitz II-Birkenau y Ravensbrück. Fue ejecutada por cometer crímenes contra la humanidad.

## Primeros años
Maria Mandl nació el 10 de enero de 1912 en Münzkirchen, Austria-Hungría, hija del zapatero Franz Mandl y de Anna Streibl. Creció en una granja con sus tres hermanos mayores, Georg, Anna, y Aloisia. El padre de Mandl, que se asoció al Partido Socialcristiano (CS), era conocido en la comunidad por haberse pronunciado contra el Partido Nazi. Sirvió en el Consejo de Distrito del partido después de la guerra.
Para ayudar en la granja familiar, Mandl tuvo que dejar la escuela el 20 de julio de 1924, a la edad de doce años. Sin embargo, en 1927, con el apoyo económico de su padre, fue admitida en un internado católico de Neuhaus am Inn, donde estudió durante los tres años siguientes.

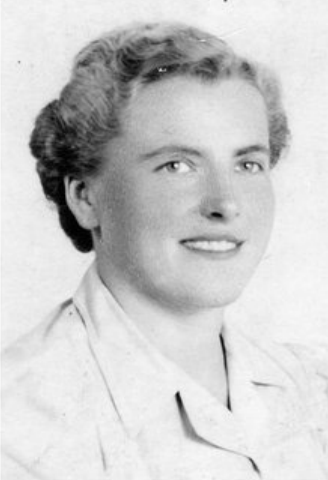
Mandl, c. antes de 1938

Después de graduarse, Mandl no pudo encontrar trabajo en Münzkirchen, por lo que se mudó a Brig, Valais, Suiza, donde trabajó como ama de llaves y cocinera. Después de trece meses, Mandl renunció debido a la nostalgia y regresó a Austria para vivir con sus padres hasta 1934. En un momento dado, encontró trabajo como empleada en una villa privada en Innsbruck. Dejó este trabajo en 1936 y regresó a casa una vez más cuando la salud de su madre y su padre comenzó a deteriorarse. Al año siguiente comenzó a trabajar en la oficina de correos de Münzkirchen y se comprometió con un hombre local.
La anexión de Austria por la Alemania nazi en 1938 resultó en la separación de Mandl y su prometido, que creía que la participación de la familia Mandl con el CS dañaría su reputación como soldado nazi, así como la pérdida de su posición en la oficina de correos. Mandl fue despedida porque su familia estaba afiliada al CS, según los residentes de Münzkirchen, contradiciendo las afirmaciones de Mandl de que fue despedida porque «no tenía identidad como nacionalsocialista».

## Trabaja comoHelferin

### KZ Lichtenburg (1938–1939)
Mandel se mudó a Múnich en septiembre de 1938 para vivir con su tío, un agente de policía, con la esperanza de que la ayudara a conseguir un trabajo en la fuerza policial. No había puestos disponibles, por lo que su tío la animó a hacerse Aufseherin en el campo de concentración de Lichtenburg en Prettin. En una entrevista posterior, Mandel declaró que aceptó el puesto por el sueldo decente y la expectativa de que ganaría más que una enfermera. También afirmó que «no sabía nada de lo que eran los campos de concentración».
Mandel se sometió a un programa de entrenamiento estandarizado que incluía clases sobre la filosofía nazi y la actitud adecuada hacia el Tercer Reich, así como un examen de veinte preguntas que ponía a prueba sus conocimientos de historia, geografía y fechas clave del Partido Nazi. También se examinaron sus puntos de vista sobre cuestiones raciales y mundiales. Después de cumplir los requisitos, Mandel fue ascendida a Aufseherin y se le permitió trabajar en el campo de Lichtenburg. Durante los primeros tres meses, trabajó a prueba y fue supervisada por una de sus compañeras con más experiencia.
En Lichtenburg, Mandel trabajó bajo las órdenes del comandante Max Kögl, quien influyó en su comportamiento sádico, y de la Oberaufseherin Johanna Langefeld. Los prisioneros fueron obligados a realizar ejercicios punitivos, conocidos como «deporte», y los domingos se producían palizas y azotes regulares. Mandel estuvo involucrada en la perpetración de estos actos violentos, según las sobrevivientes de Lichtenburg Emilie Neu y Lina Haag, quienes describieron a Mandel golpeando a mujeres, mientras estaban desnudas y atadas a un poste de madera, con un látigo. Esto sigue a un incidente en el que Mandel golpeó repetidamente a una prisionera con una llave hasta dejarla inconsciente, y luego la arrastró por las rodillas a través del campo hasta una celda solitaria.
Una sobreviviente de Lichtenburg recordó una interacción con Mandel en los primeros días de la mujer en el campo. En respuesta a la afirmación de la sobreviviente de que era «demasiado bonita para jugar a supervisora», Mandel respondió: «No, hice el juramento al Führer, me voy a quedar».

### KZ Ravensbrück (1939–1942)
Mandl fue trasladada al campo de concentración de Ravensbrück el 15 de mayo de 1939, cuando tenía 27 años, donde continuó trabajando bajo las órdenes de Kögl y Langefeld. En abril de 1942, Mandl recibió el rango de Oberaufseherin de Langefeld, después de que se considerara último era ineficaz para hacer cumplir la «brutalidad y estructura» dentro del campo. Mandl se ganó el apodo de «la bestia» durante este período.
Mandl se hizo conocida entre los prisioneros de Ravensbrück por señalar a las mujeres con el pelo rizado, golpearlas en la cabeza, patearlas en el suelo o afeitarles sus rizos. La sobreviviente Maria Bielicka ha descrito un incidente en el que Mandl mató a patadas a una mujer judía durante el pase de lista, una de las muchas palizas mortales que tuvieron lugar en el campo.
Cuando Ravensbrück se convirtió en un centro para que las mujeres recibieran formación de Aufseherin, Mandl se hizo cargo de gran parte de la instrucción en los primeros años del programa. Mandl entrenó a Aufseherin Hermine Braunsteiner, que sería conocida como la «yegua de Majdanek», en el verano de 1939. Braunsteiner describió a Mandl como «muy estricta» y «desfavorable», refiriéndose a cómo la vio golpear a las prisioneros.
Mandl tuvo una breve relación con Obersturmführer Edmund Bräuning mientras estaba en Ravensbrück, que terminó cuando Bräuning se involucró románticamente con otra mujer. Esto aumentó el número de prisioneros fusilados y castigados por Mandl.

### KZ Auschwitz II-Birkenau (1942–1945)
En octubre de 1942, Mandl fue asignada a Auschwitz II-Birkenau, donde sucedió a Langefeld en rango después de ser promovida de Oberaufseherin a Lagerführerin. Mandl trabajaba a las órdenes del comandante Rudolf Höss, que era el único hombre de las SS al que tenía que informar. Höss pensó muy bien en ella, y el 27 de marzo de 1944, organizó que recibiera un bono de cien Reichsmark además de su salario mensual. A Mandl también se le dio el control de todos los campos y subcampos femeninos de Auschwitz, incluidos Hindenburg O.S., Lichtewerden y Raisko.
Mandl promovió a Irma Grese para dirigir el campo mujeres húngaras en Birkenau y nombró a Therese Brandl su secretaria privada. Según la sobreviviente Anita Lasker-Wallfisch, Mandl a menudo se paraba en la puerta de Birkenau, esperando que un recluso se volviera y la mirara; los que lo hicieron fueron sacados de las filas y nunca más serían vistos. Mandl participó en selecciones de muerte y otras atrocidades en Auschwitz durante los siguientes dos años. Firmó listas de prisioneros, enviando a miles de mujeres y niños a la muerte en las cámaras de gas de Auschwitz I y II. Regina Lebensfeldová-Hofstädterová, mecanógrafa del Departamento Político de Auschwitz, testificó que Mandl llamaba a los prisioneros mistbienen (abejas estercoleras).
En abril de 1943, Mandl y Hauptsturmführer Franz Hössler formaron la Orquesta de mujeres de Auschwitz para acompañar los pases de lista, las ejecuciones, las selecciones y los transportes. Mandl seleccionó a la primera directora, la profesora de música polaca Zofia Czajkowska, y más tarde arregló que una violinista austriaca llamada Alma Rosé fuera trasladada a Auschwitz para que pudiera dirigir la orquesta femenina.  Según el historiador David M. Crowe, Mandl «mezclaba la pasión por la música clásica con una crueldad extrema hacia sus prisioneras».
En noviembre de 1944, Mandl fue galardonado con la Cruz al Mérito de Guerra, Segunda Clase. Alrededor de este tiempo, fue asignada al subcampo de Mühldorf del campo de concentración de Dachau, y Elisabeth Volkenrath fue nombrada jefa de Auschwitz, que fue liberada a finales de enero de 1945.

## Arresto, juicio de Auschwitz, y ejecución
| Maria Mandel se comporta de manera diferente. Ella hace todo lo posible para tener el control de sí misma, pero sus esfuerzos son inútiles. La mujer que condenó a muerte a las prisioneras con un solo gesto ahora no puede controlar su respiración acelerada, su rubor antinatural y el temblor nervioso de toda su cara.—Echo Krakowa, 24 de diciembre de 1947 |

En mayo de 1945, Mandl huyó de Mühldorf a las montañas del sur de Baviera para regresar a Münzkirchen, pero su padre se negó a ayudarla a esconderse. Mandl buscó refugio con su hermana en Łuck, Ucrania. Sin embargo, Mandl fue arrestada por el Ejército de los Estados Unidos el 8 de octubre de 1945. Mandl fue colocada temporalmente en una celda del antiguo campo de concentración de Dachau. Se reveló que compartía celda con Elisabeth Ruppert cuando fue filmada por soldados estadounidenses el 14 de mayo de 1946. Según se informa, los interrogatorios revelaron que era muy inteligente y dedicada a su trabajo en los campos.

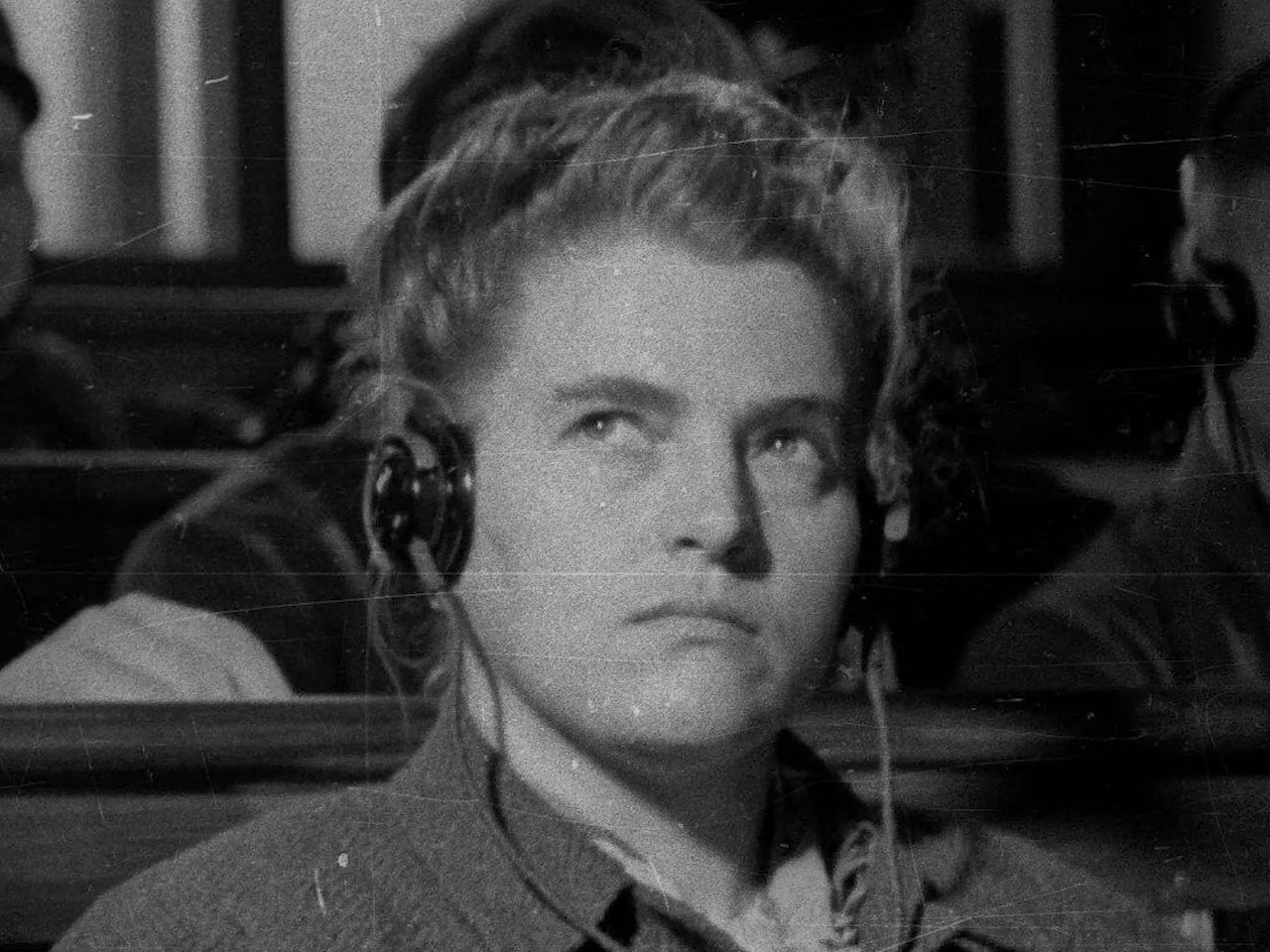
Mandl sentada en el banquillo de los acusados durante el juicio de Auschwitz en Cracovia, 24 de noviembre de 1947

El 11 de noviembre de 1946, las autoridades estadounidenses transfirieron a Mandl a la custodia polaca y la colocaron en la prisión de Montelupich. El 22 de diciembre de 1947, Mandl fue juzgada por el Tribunal Nacional Supremo de Polonia en el juicio de Auschwitz, declarada culpable de crímenes contra la humanidad  y condenada a muerte en la horca. Se estima que fue cómplice en el asesinato de 500.000 personas.
Stanisława Rachwałowa, una sobreviviente polaca de Auschwitz que estuvo prisionera bajo la administración de Mandl y fue arrestada por las autoridades comunistas polacas de posguerra como una «activista anticomunista», fue encarcelada en la celda junto a Mandl y Therese Brandl. Rachwałowa era lo suficientemente competente en el idioma alemán como para interpretar para los guardianes. Ella declaró que, la última vez que vio a las dos criminales de guerra alemanas, después de que fueran condenadas a muerte y poco antes de que se llevaran a cabo sus ejecuciones, ambas le pidieron perdón.
Mandl fue ahorcada el 24 de enero de 1948 a las 7:32 a. m., a la edad de treinta y seis años. Sus últimas palabras, pronunciadas en polaco, fueron: «Polska żyje» («Polonia vive»).

### Citas
1. ↑  Eischeid, 2024, p. 3–4
2. ↑  Eischeid, 2024, p. 19–21
3. ↑  Eischeid, 2024, p. 11–13
4. ↑  Eischeid, 2024, p. 15–17
5. ↑  Eischeid, 2024, p. 21–22
6. ↑  Eischeid, 2024, p. 24–25
7. 1 2  Eischeid, 2024, p. 29
8. 1 2  Eischeid, 2024, p. 47
9. ↑  Eischeid, 2024, p. 34
10. ↑  Eischeid, 2024, p. 35–37
11. ↑  Eischeid, 2024, p. 39
12. ↑  Eischeid, 2024, p. 30
13. 1 2  Eischeid, 2024, p. 48
14. 1 2  Helm, 2015, p. 239
15. 1 2  Helm, 2015, p. 196
16. ↑  Eischeid, 2024, p. 49
17. ↑  Zapotoczny, 2022
18. ↑  Koop, 2021, p. 62
19. ↑  Fleming, 2022, p. 240
20. ↑  Müller, 2020, p. 25
21. 1 2 3 4  Bartrop y Grimm, 2019, p. 199
22. ↑  «Holocaust Survivor Anita Lasker-Wallfisch Meets Stephen Fry» [Anita Lasker-Wallfisch, sobreviviente del Holocausto, conoce a Stephen Fry]. Fideicomiso del Día de Conmemoración del Holocausto (en inglés). 2015. Archivado desde el original el 27 de enero de 2025. Consultado el 22 de febrero de 2025.
23. ↑  Eischeid, 2024, p. 239
24. ↑  Lebensfeldová-Höfstädterová, Regina (19 de diciembre de 1945). «Regina Lebensfeldová-Höfstädterová, experiences from Auschwitz as a typist in the Political Department» [Regina Lebensfeldová-Höfstädterová, experiencias de Auschwitz como mecanógrafa en el Departamento Político]. Infraestructura europea de investigación sobre el Holocausto (en inglés). Museo Judío de Praga. p. 1. Archivado desde el original el 1 de febrero de 2025. Consultado el 22 de febrero de 2025.
25. ↑  Eischeid, 2024, p. 124–125
26. ↑  Crowe, 2004, p. 450
27. 1 2 3  Heath, 2018, p. 200
28. ↑  «Nie zemsta, lecz sprawiedliwość: Zbrodniarze hitlerowscy otrzymali zasłużoną karę» [No venganza, sino justicia: los criminales nazis recibieron un castigo bien merecido]. Echo Krakowa (en polaco) (Cracovia, Polonia: Robotnicza Spółdzielnia Wydawnicza „Prasa”). 24 de diciembre de 1947. p. 2. Archivado desde el original el 27 de enero de 2025. Consultado el 22 de febrero de 2025.
29. ↑  SS Bunker, Dachau SS Compound, Prison for Malmedy Massacre Defendants [Búnker de las SS, Complejo de las SS de Dachau, prisión para los acusados de la masacre de Malmedy]. Dachau, Germany: Oficial Jefe de Señales del Ejército de los Estados Unidos, Departamento del Ejército de los Estados Unidos. 14 de mayo de 1946.  Escena en 00:01:17, 00:02:48. Archivado desde el original el 27 de noviembre de 2024. Consultado el 22 de febrero de 2025.
30. ↑  Heath, 2018, p. 201
31. ↑  Eischeid, 2024, p. 263
32. ↑  Eischeid, 2024, p. 265–266
33. ↑  Fleming, 2022, p. 241
34. ↑  Eischeid, 2024, p. 280–281
35. ↑  Eischeid, 2024, p. 298